# Боксёр (фильм, 1997)
«Боксёр» — фильм ирландского режиссёра Джима Шеридана. В главных ролях снялись Дэниел Дэй-Льюис и Эмили Уотсон, в фильме рассказывается о жизни боксёра и бывшего члена ИРА, Дэнни Флинна, которого играет Дэй-Льюис, он пытается начать жизнь с чистого листа, после освобождения из тюрьмы. Этот фильм стал третьим (два других — «Моя левая нога» и «Во имя отца»), в сотрудничестве между Шериданом и Дэй-Льюисом, и продемонстрировал рост раскольнических группировок внутри ИРА.
Слоган: «Love is always worth fighting for» (рус. За любовь всегда стоит бороться).

## Сюжет
Бывший ирландский боксёр Дэнни Флинн (Дэниел Дэй-Льюис) возвращается домой в Белфаст, после 14-летнего пребывания в тюрьме. Устав от непрерывного цикла насилия в Северной Ирландии, он пытается образумиться и начать мирную жизнь. После встречи со своим спившимся тренером Айком (Кен Стотт), Дэнни организовывает боксёрский клуб для подростков «Святое семейство» в старом гимнастическом зале, двери которого открыты и для католиков и для протестантов. Ремонтируя ветхое здание, он наталкивается на тайник взрывчатых веществ, спрятанных в кладовке. Флинн топит их в реке. Также, он встречает Мэгги (Эмили Уотсон), свою первую любовь, с которой они были вместе до тюрьмы. Однако, теперь она замужем за его лучшим другом, членом ИРА, который находится в тюрьме, и в соответствии с кодексом этой организации, должна оставаться верна ему.
Поступок Дэнни приводит в бешенство жесткого и безжалостного лейтенанта ИРА Гарри (Джерард Максорли) (католика), который планировал использовать взрывчатку в преступных целях. Кроме того, он возмущён тем что Дэнни идёт на контакт с протестантами — приглашает их в свой спортивный зал. Гарри начинает враждовать с Флинном, что приводит к убийству полицейского (протестанта), который пожертвовал оборудование для боксерского клуба. Убийство вызывает бунт на одном из матчей Дэнни. Во время бунта Лиам, сын Мэгги, сжигает здание дотла, так как он думает, что Дэнни и его мать собираются тайно сбежать.
Тем не менее Флинн вновь сходится с Мэгги. Отношения Флинна и его возлюбленной являются доминирующей темой на протяжении большей части фильма. Гарри рассматривает этот любовный треугольник как способ подорвать авторитет её отца, Джо Хэмилла (Брайан Кокс), мрачного, но уставшего от войны областного начальника ИРА, который борется за мирный процесс урегулирования в Северной Ирландии.
В итоге Гарри и его сообщники из ИРА похищают Дэнни и увозят его, чтобы казнить. Но в последнюю минуту каратель ИРА стреляет в Гарри вместо Дэнни, таким образом устраняя агента-лазутчика. Мэгги забирает Дэнни, и они вместе уезжают домой.

## В ролях
- Дэниел Дэй-Льюис — Дэнни Флинн
- Эмили Уотсон — Мэгги
- Брайан Кокс — Джо Хэмилл
- Кен Стотт — Айк Уайр
- Джерард Максорли[англ.] — Гарри
- Кеннет Крэнем — Мэтт Магуайр

## Кассовые сборы
Фильм собрал $5 896 037 в Соединённых Штатах Америки.

## Отзывы
После выхода в прокат, отзывы критиков были в целом положительные, что подтвердил рейтинг фильма на сайте Rotten Tomatoes — 75 %.

## Награды и номинации
- 1999 — премия «Гойя» за лучший европейский фильм (Джим Шеридан)
- 1998 — три номинации на «Золотой глобус»: лучший фильм — драма, лучший режиссёр (Джим Шеридан), лучшая мужская роль — драма (Дэниел Дэй-Льюис)
- 1998 — приз жюри от «Berliner Morgenpost» Берлинского кинофестиваля, а также номинация на Золотого медведя